# Boeing
Boeing (NYSE BA, TYO 7661) és un dels principals fabricants d'avions i equips aeroespacials del món. El seu nom complet és The Boeing Company i la seva seu central es troba a la ciutat de Chicago, EUA. Les principals factories estan situades a la rodalia de la ciutat de Seattle, a l'estat de Washington, EUA, prop de la costa de l'oceà Pacífic. Boeing és el tercer contractista de defensa més gran del món segons els ingressos de 2020, i és el major exportador dels Estats Units per valor en dòlars. Les accions de Boeing s'inclouen a la Dow Jones Industrial Average. Boeing està constituïda a Delaware. L'empresa no ha obtingut beneficis des del 2018.

## Inicis

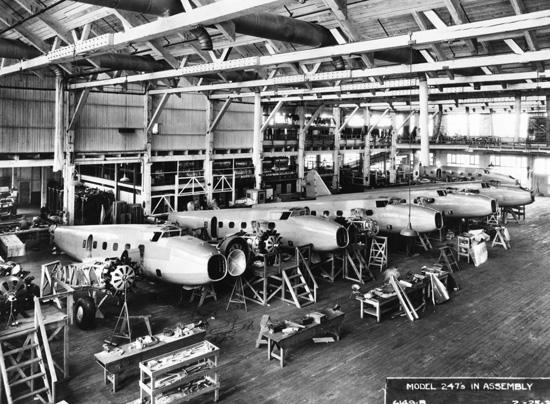
Factoria de producció de Boeing als anys 1930 produint Boeing 247.

La companyia, originalment anomenada "B&W" fou fundada per William Edward Boeing i George Conrad Westervelt el 1916. William E. Boeing havia estudiat a la Universitat Yale i va treballar inicialment al sector de la fusta, on es va convertir en un home ric i on va adquirir coneixements sobre estructures de fusta que més tard resultarien d'utilitat en la construcció d'avions.
L'any 1917, ja va anomenar-se "Boeing Airplane Company" i, en entrar els Estats Units a la Primera Guerra Mundial, va obtenir un contracte per a construir hidroavions per la Marina dels Estats Units d'Amèrica. William E. Boeing va contractar a dos universitaris de Washington, Claire L. Egtvedt i Philip G. Johnson que van exercir com a dissenyador i venedor, respectivament.
El 1934 Boeing ja era una companyia molt gran i William E. Boeing va optar per vendre totes les seves participacions a raó de la llei que s'havia promulgat als Estats Units després de la gran depressió que obligava a totes les empreses de certa dimensió a dividir-se en unitats més petites i independents.
Poc després, la companyia va establir un acord amb la Pan American World Airways per desenvolupar i construir un hidroavió civil capaç de transportar passatgers en rutes transoceàniques i dissenyat per utilitzar l'aigua com a pista d'aterratge. El juny del 1938 el nou avió, denominat Boeing 314 Clipper, va realitzar el primer vol. Fou l'avió més gros de la seva època amb capacitat per a 90 passatgers en vols de dia i 40 en vols nocturns. Un any més tard es va inaugurar el primer servei regular entre la costa est dels Estats Units i el Regne Unit. A partir de llavors es van establir altres rutes de llarg recorregut amb el Clipper fins al punt de què la Pan American va disposar de vols a destins de tot el món.

## La Segona Guerra Mundial i la Guerra Freda

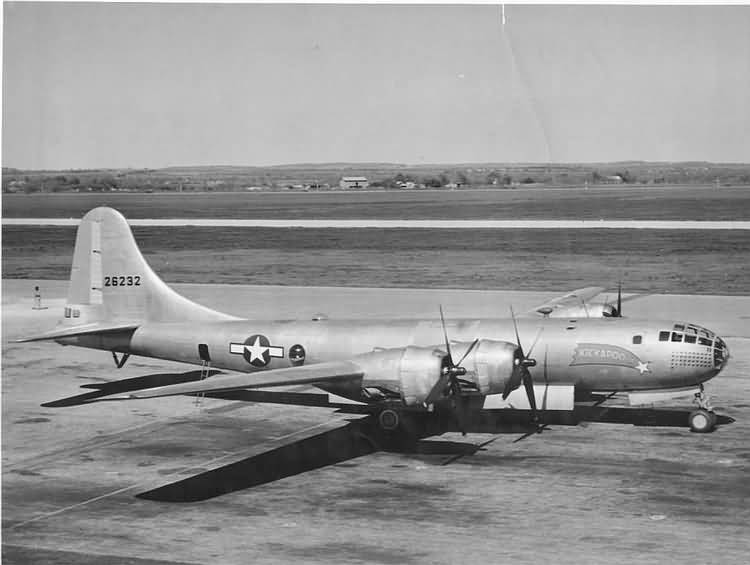
Boeing B-29 Superfortress

Durant la Segona Guerra Mundial, Boeing va construir una enorme quantitat de bombarders. Molts dels seus treballadors van ser dones que els seus marits havien anat a la guerra. A principis de març de 1944 la producció s'havia incrementat de tal forma que cada mes es fabricaven fins a 350 avions. Per prevenir un atac des de l'aire, els edificis de les fàbriques van ser coberts amb vegetació i elements del camp a manera de camuflatge. Durant els anys de la guerra, les principals companyies nord-americanes van col·laborar de forma molt estreta de tal manera que el bombarder B-17 de Boeing va ser fabricat també per Lockheed i per Douglas, mentre que el B-29 Superfortress fou muntat també per Bell i per Martin.
Finalitzada la guerra, es van cancel·lar totes les comandes de bombarders i 70.000 treballadors es van quedar sense feina. La companyia va fer tots els possibles per generar noves vendes, per la qual cosa va fabricar el Stratocruiser, un avió de passatgers basat en un avió militar. No obstant això, aquest model no va tenir l'èxit esperat i Boeing va haver de buscar altres alternatives per superar la crisi. Ho va aconseguir en bona part amb la venda d'avions militars dissenyats pel transport de tropes i com a avions nodrissa que permetien a altres avions fer gasolina a l'aire.
A mitjans dels anys 50 la tecnologia va avançar significativament, el que va permetre a Boeing desenvolupar productes totalment nous i innovadors. Un dels primers fou un míssil teledirigit de curt abast, dissenyat per a respondre a atacs d'avions enemics. Durant aquests anys de la Guerra Freda era ja un fet i Boeing va utilitzar els seus coneixements en míssils de curt abast per desenvolupar un míssil intercontinental.

## L'era jet

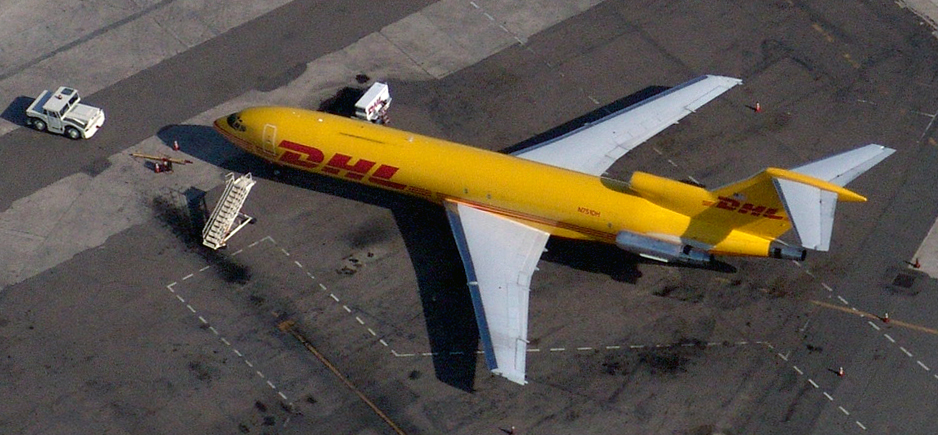
Boeing 727 de transport de DHL

Boeing va introduir el 1955 el primer avió comercial a reacció dels Estats Units. Prèviament ja havien aparegut dos avions d'aquest tipus a Europa: el Comet fabricat al Regne Unit i el Caravelle, fabricat a França. Amb el nou avió, el Boeing 707, Boeing es va convertir en líder dels fabricants d'avions de passatgers a reacció. Es tractava d'un avió quadrimotor amb capacitat per a 156 passatgers i destinat a rutes de llarg recorregut. Poc després Boeing va desenvolupar una segona versió d'aquest avió, el Boeing 720, per a rutes menys llargues i poc temps després va aparèixer el Boeing 727, un avió de capacitat similar però dotat de tres motors i concebut per rutes mitjanes i curtes. Aquest avió va tenir una immediata acollida, molt positiva per les companyies aèries, pels pilots i pels passatgers per la seva comoditat i fiabilitat. Encara que es va deixar de fabricar el 1984, a principis del segle xxi encara hi havia en servei uns 1.300 Boeing 727 per tot el món.
L'any 1967 la companyia va introduir un nou model, el Boeing 737, que s'ha convertit en l'avió de passatgers més venut en tota la història de l'aviació civil. Es tracta d'un avió bimotor dissenyat per a rutes curtes i mitges, amb capacitat per uns 160-220 passatgers, segons la versió i la configuració de seients. El 737 segueix fabricant-se i és objecte de continuades millores addicionals, generalment versions més llargues per a una major capacitat de passatgers. Existeix fins i tot un 737 de negocis per a grans empreses per realitzar les funcions d'un gran jet privat, el Boeing Business Jet.

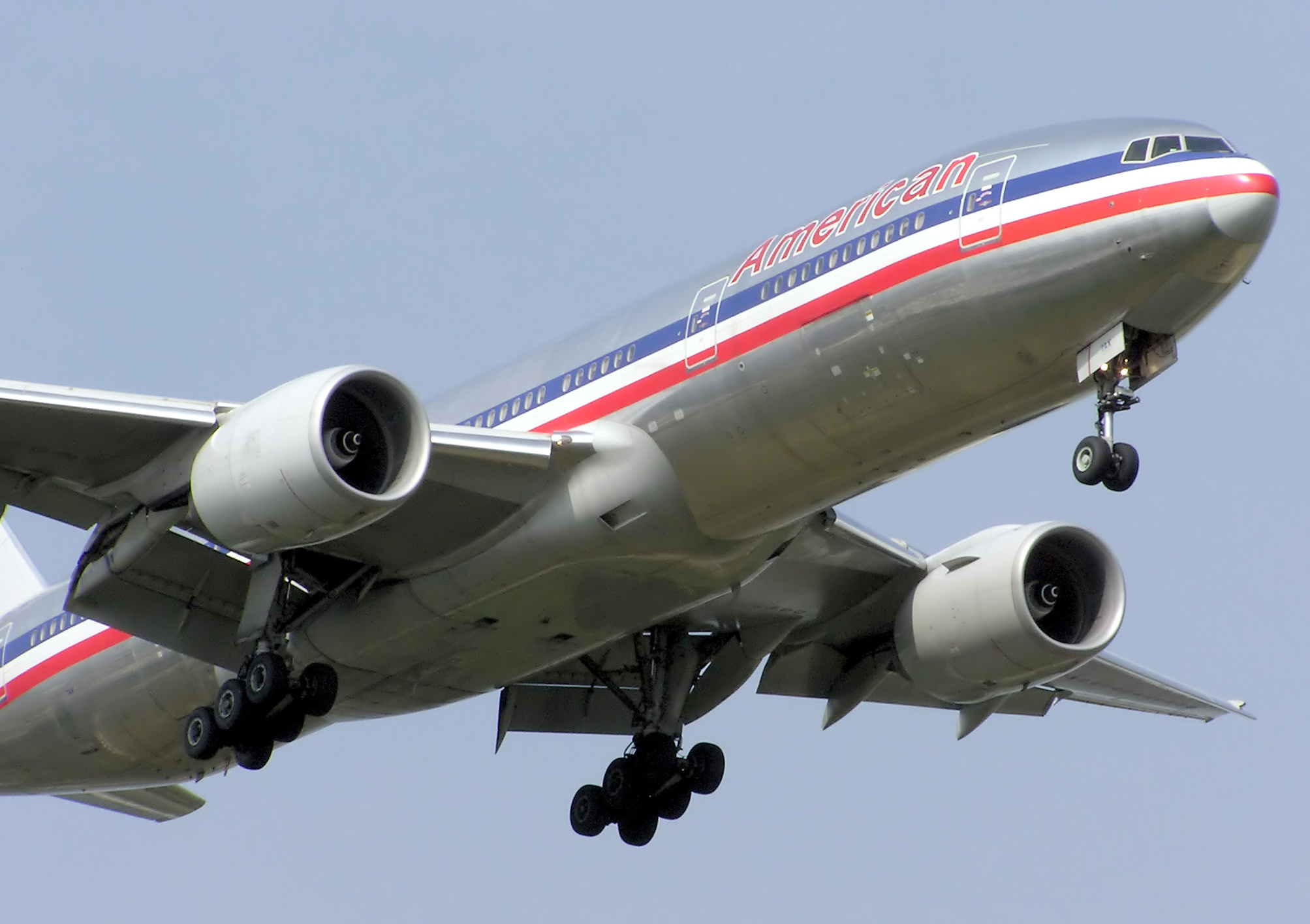
Boeing 777-200ER d'American Airlines

Al començar la dècada dels 70, Boeing va haver d'afrontar una nova crisi. El programa espacial Apollo, en el que Boeing havia estat participant de forma important, va ser cancel·lat gairebé per complet. Una vegada més l'empresa va confiar a poder compensar la pèrdua de vendes amb els seus avions comercials. No obstant això, en aquella època, les línies aèries de tot el món travessaven un mal moment i Boeing no va rebre ni una sola nova comanda en tot un any. La seva aposta de futur, el Boeing 747, derivat d'un projecte de transport estratègic per a l'exèrcit dels Estats Units, s'estava endarrerint en la seva fabricació i originava costos més elevats del previst. A tot se li va sumar que el Congrés dels Estats Units va desestimar el suport financer al projecte d'avió supersònic de Boeing, la resposta a l'avió supersònic franco-anglès Concorde i es va veure amb l'obligació d'abandonar un projecte en el que ja havia invertit una enorme quantitat de diners. Un cop més, Boeing va haver de reduir la seva plantilla que va passar de 80.000 treballadors a 40.000 tan sols a l'àrea de Seattle. Per fi, el 1970, el primer exemplar del nou avió, el Boeing 747, el famós Jumbo, es va posar en servei: un quadrimotor de llarg recorregut amb capacitat per a 460 passatgers i el més gran avió comercial de la història de l'aviació fins a la construcció de l'Airbus A380. Aquest avió va tenir un èxit extraordinari des de la seva aparició. En les diferents versions que s'han desenvolupat, segueix essent un avió sense competència. L'aparició de l'Airbus A380, un avió de dos pisos amb capacitat de passatge superior al 747, Boeing es troba amb el primer competidor de la història del Jumbo.
Durant el 1983 la situació econòmica va tornar a millorar, amb ell les companyies aèries. Boeing va lliurar l'exemplar número 1.000 del 737. A mesura que els trànsit de passatgers augmentava a tot el món, la competència de fabricants d'avió es feia més ferotge. Boeing va haver d'enfrontar-se a un nouvingut, aquesta vegada d'Europa, que pas a pas va anar introduint al mercat nous avions comercials: el consorci Airbus. Boeing es va obligar a desenvolupar nous avions com el Boeing 757, un avió d'un passadís central de mig recorregut i el Boeing 767, d'àmplia cabina i dos passadissos per a rutes mitjanes i llargues i amb llicència per a sobrevolar l'oceà, una excepció tractant-se d'un bimotor.
En la divisió espacial, Boeing ha participat en el desenvolupament i fabricació del Transbordador Espacial (Space Shuttle), aprofitant la seva experiència en la producció de motors per a míssils i en el programa Apollo. També va contribuir amb altres productes al programa espacial nord-americà, així com a l'Estació Espacial Internacional (ISS), de la que es va convertir en principal subministrador. Boeing va fabricar també diversos aparells militars com l'helicòpter de combat RAH-66 Comanche, el sistema Avenger i una nova generació de míssils de curt abast.

## L'actualitat i el futur
El 1994 va introduir el seu avió comercial més recent, el Boeing 777, un avió amb capacitat per a 390 passatgers i dissenyat per a rutes de llarg abast, dotat també amb només dos motors però amb llicència per a sobrevolar oceans. El 777 incorpora la tecnologia més innovadora, en línia amb els avions desenvolupats per Airbus i està tenint des de la seva aparició una excel·lent acollida.
Dos anys més tard, el 1996, Boeing es va fusionar amb Rockwell, un important fabricant aeroespacial i de defensa nord-americà. Rockwell es va mantenir com a unitat empresarial pròpia filial de Boeing, amb el nom de Boeing North American Inc. Al següent any Boeing va absorbir una altra important companyia aeronàutica, McDonnell Douglas, la qual va perdre la seva identitat i va quedar integrada dins la mateixa Boeing. Dos dels avions civils de McDonnell Douglas, el MD 80 i la seva variant el MD 90, que va ser introduït en el seu dia per Douglas com a DC-9 i que ha mantingut la seva popularitat a través de versions més modernes i àmplies, és l'únic que Boeing segueix fabricant, amb la denominació actual de Boeing 717.
Després d'aquestes dues operacions de fusió i absorció, al món queden actualment dos grans fabricants d'avions de passatgers per sobre els 100 seients: Boeing i Airbus. El 2003 el competidor europeu va superar per primera vegada al seu rival nord-americà en nombre de comandes d'avions. El model més nou que Boeing està desenvolupant per competir amb Airbus és el Boeing 787 Dreamliner. L'actual aposta de futur de Boeing passa pels avions de baix consum i de costos d'operació ajustat i no per la d'avions de capacitat per sobre els 500 passatgers o els avions supersònics.

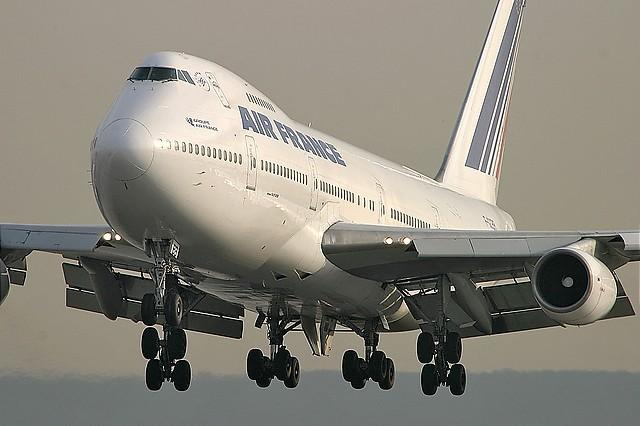
Boeing 747 d'Air France

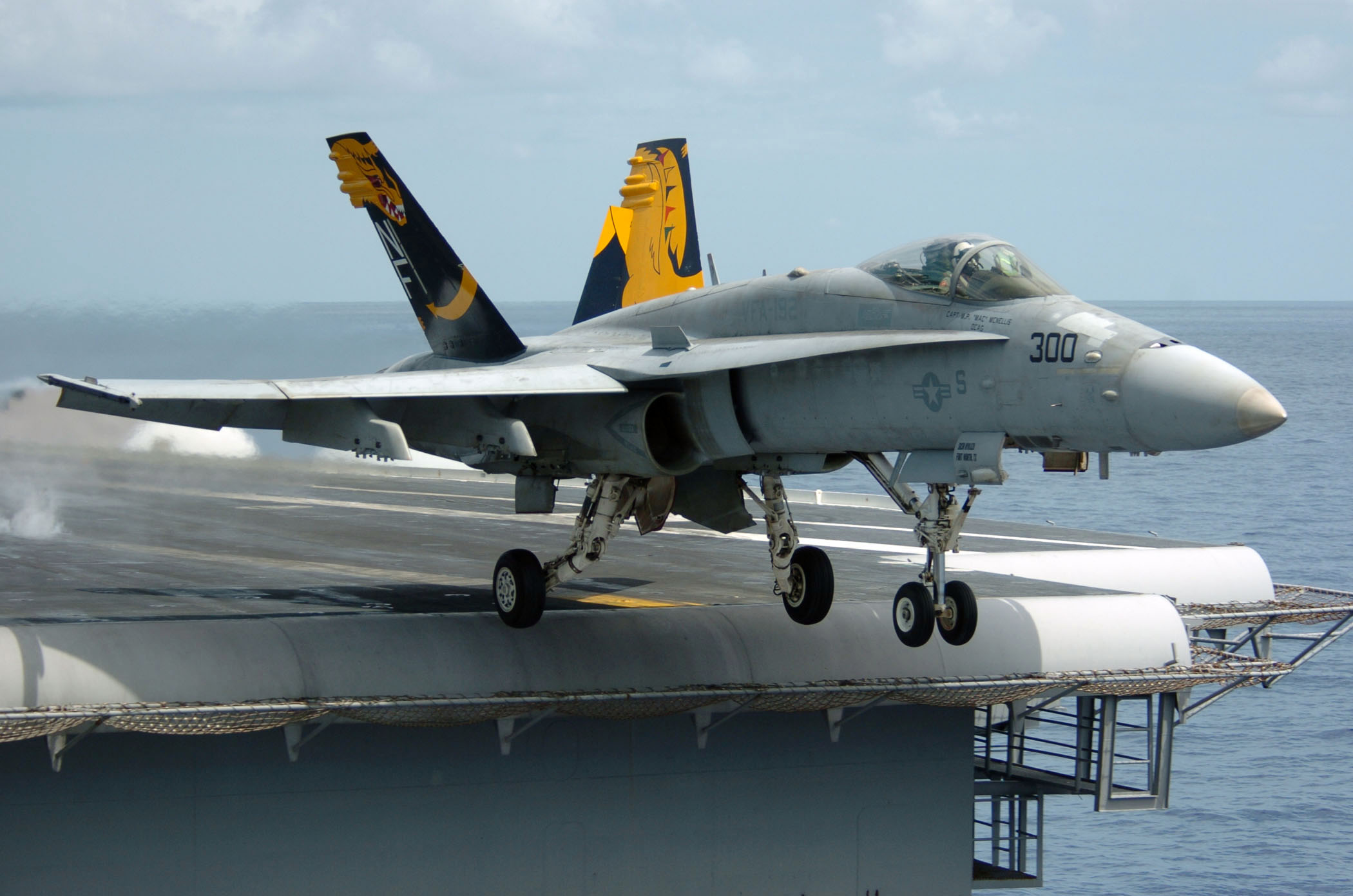
Un F/A-18 Hornet enlairant-se d'un portaavions.

En 2018 i 2019 dos accidents del 737 Max van matar 346 persones, una tragèdia per la qual la companyia va acceptar declarar-se culpable d'enganyar l'Administració Federal d'Aviació durant el procés de certificació de l'avió i durant la investigació els denunciants han testificat davant el Congrés que el procés de producció de Boeing posa els beneficis per davant de la seguretat i la qualitat, violant les regles pròpies de la companyia. El 5 de gener de 2024 un panell de porta va descargolar-se del costat d'un 737 Max pilotat per Alaska Airlines, deixant un forat obert a l'avió poc després de l'enlairament, tot i que cap dels membres de la tripulació ni dels passatgers va resultar ferit greument.
A mitjans de 2024, el sindicat dels 33.000 treballadors de planta va entrar en vaga pel fracàs de les negociacions, aturant la producció dels 737 Max, i els de càrrega 767 i 777, demanant un augment salarial del 40%, i l'empresa va rebre una línia de crèdit bancària de 10.000 milions de dòlars i s'espera vendre fins a 25.000 milions de dòlars en accions per mantenir-se financerament durant la vaga. Boeing també té previst acomiadar reduir al voltant de 17.000 empleats en 2025 de la seva divisió d'aviació comercial per evitar una rebaixa de la qualificació creditícia i s'espera una segona onada d'acomiadaments el desembre de 2024 si l'empresa segueix amb problemes financers.

## Desenvolupaments

### Avions militars
- Boeing P-26.
- Boeing B-17 Flying Fortress.
- Boeing B-29 Superfortress.
- Boeing B-47 Stratojet.
- Boeing B-50 Superfortress.
- Boeing B-52 Stratofortress.
- Boeing B-52G/H Stratofortress.
- Boeing C-135 Stratolifter
- Boeing C-97 Stratofreighter.
- Boeing E-3 Sentry (AWACS).
- Boeing E-4.
- Boeing E-6 Mercury.
- Boeing EC/RC-135.
- Boeing F/A-18E/F Super Hornet
- Boeing KC-135 Stratotanker.
- Boeing YAL-1

### Avions Civils
- Boeing 40
- Boeing 80
- Boeing 247
- Boeing 307 Stratoliner
- Boeing 314 Clipper
- Boeing 377 Stratocruiser
- Boeing 707
- Boeing 717
- Boeing 727
- Boeing 737
- Boeing 747
- Boeing 747-8
- Boeing 757
- Boeing 7J7
- Boeing 767
- Boeing 777
- Boeing 787 Dreamliner
- Sonic Cruiser (prototip)
- Boeing 2707 (transport supersònic impulsat pel motor General Electric GE4)
- Boeing Business Jet

### Avions experimentals
- Boeing X-32

### Helicòpters
- CH-46 Sea Knight
- CH-47 Chinook